# جولیو پانیکالی
جولیو پانیکالی (ایتالیایی: Giulio Panicali؛ ‏ ۱۷ فوریهٔ ۱۸۹۹ – ۱۸ مارس ۱۹۸۷) بازیگر، صداپیشه و مدیر دوبلاژ اهل ایتالیا بود.
از فیلم‌هایی که وی در آن‌ها نقش داشته است، می‌توان به دو یتیم اشاره نمود.